# Double hommes de badminton aux Jeux olympiques d'été de 2012
Navigation
Pékin 2008 Rio de Janeiro 2016
Le tournoi du  double hommes de badminton aux Jeux olympiques d'été de 2012 se déroule à la Wembley Arena de Londres du 28 juillet au 5 août 2012.

## Format de la compétition
Les participants sont répartis en 4 groupes où chaque paire rencontre toutes les autres.
Les 2 premières paires de chaque groupe sont qualifiées pour les 1/4 de finale. Par la suite, les athlètes s'affrontent lors d'une phase à élimination directe, jusqu'en finale.

## Têtes de séries
| 1. Cai Yun / Fu Haifeng (CHN) 2. Jung Jae-sung / Lee Yong-dae (KOR) | 1. Mathias Boe / Carsten Mogensen (DEN) 2. Ko Sung-hyun / Yoo Yeon-seong (KOR) |

## Phase de poule

### Groupe A
| Équipe                                      | MJ | G | P | SG | SP | Pts |
| ------------------------------------------- | -- | - | - | -- | -- | --- |
| Cai Yun / Fu Haifeng (CHN)                  | 3  | 3 | 0 | 6  | 0  | 3   |
| Fang Chieh-min / Lee Sheng-mu (TPE)         | 3  | 2 | 1 | 4  | 2  | 2   |
| Ingo Kindervater / Johannes Schöttler (GER) | 3  | 1 | 2 | 2  | 4  | 1   |
| Ross Smith / Glenn Warfe (AUS)              | 3  | 0 | 3 | 0  | 6  | 0   |

| Équipe 1                                    | Score               | Équipe 2                                    |
| 28 juillet, 19 h 05                         | 28 juillet, 19 h 05 | 28 juillet, 19 h 05                         |
| ------------------------------------------- | ------------------- | ------------------------------------------- |
| Cai Yun / Fu Haifeng (CHN)                  | 21-11 21-17         | Ross Smith / Glenn Warfe (AUS)              |
| 28 juillet, 19 h 09                         |                     |                                             |
| Fang Chieh-min / Lee Sheng-mu (TPE)         | 21-15 21-16         | Ingo Kindervater / Johannes Schöttler (GER) |
| 29 juillet, 9 h 44                          |                     |                                             |
| Fang Chieh-min / Lee Sheng-mu (TPE)         | 21-14 21-13         | Ross Smith / Glenn Warfe (AUS)              |
| 29 juillet, 20 h 19                         |                     |                                             |
| Cai Yun / Fu Haifeng (CHN)                  | 22-20 21-16         | Ingo Kindervater / Johannes Schöttler (GER) |
| 30 juillet, 12 h 30                         |                     |                                             |
| Ingo Kindervater / Johannes Schöttler (GER) | 21–13 21–14         | Ross Smith / Glenn Warfe (AUS)              |
| 31 juillet, 19 h 42                         |                     |                                             |
| Cai Yun / Fu Haifeng (CHN)                  | 21–19 21–13         | Fang Chieh-min / Lee Sheng-mu (TPE)         |

### Groupe B
| Équipe                                 | MJ | G | P | SG | SP | Pts |
| -------------------------------------- | -- | - | - | -- | -- | --- |
| Bodin Issara / Maneepong Jongjit (THA) | 3  | 3 | 0 | 6  | 0  | 3   |
| Mohammad Ahsan / Bona Septano (INA)    | 3  | 2 | 1 | 4  | 2  | 2   |
| Ko Sung-hyun / Yoo Yeon-seong (KOR)    | 3  | 1 | 2 | 2  | 4  | 1   |
| Adam Cwalina / Michał Łogosz (POL) *   | –  | – | – | –  | –  | –   |

| Équipe 1                               | Score               | Équipe 2                               |
| 28 juillet, 12 h 30                    | 28 juillet, 12 h 30 | 28 juillet, 12 h 30                    |
| -------------------------------------- | ------------------- | -------------------------------------- |
| Ko Sung-hyun / Yoo Yeon-seong (KOR)    | 17–21 –7 21–13*     | Adam Cwalina / Michał Łogosz (POL)     |
| 28 juillet, 20 h 17                    |                     |                                        |
| Bodin Issara / Maneepong Jongjit (THA) | 21-11 21-16         | Mohammad Ahsan / Bona Septano (INA)    |
| 29 juillet, 15 h 20                    |                     |                                        |
| Ko Sung-hyun / Yoo Yeon-seong (KOR)    | 15-21 14-21         | Bodin Issara / Maneepong Jongjit (THA) |
| 30 juillet, 14 h 17                    |                     |                                        |
| Bodin Issara / Maneepong Jongjit (THA) | Abd*                | Adam Cwalina / Michał Łogosz (POL)     |
| 30 juillet, 18 h 30                    |                     |                                        |
| Ko Sung-hyun / Yoo Yeon-seong (KOR)    | 22–24 12–21         | Mohammad Ahsan / Bona Septano (INA)    |
| 31 juillet, 12 h 30                    |                     |                                        |
| Adam Cwalina / Michał Łogosz (POL)     | Abd*                | Mohammad Ahsan / Bona Septano (INA)    |

- Cwalina / Łogosz ont abandonné. Tous lers matchs sont considérés comme perdus 0-21 ; 0-21.

### Groupe C
| Équipe                                    | MJ | G | P | SG | SP | Pts |
| ----------------------------------------- | -- | - | - | -- | -- | --- |
| Mathias Boe / Carsten Mogensen (DEN)      | 3  | 3 | 0 | 6  | 1  | 3   |
| Chai Biao / Guo Zhendong (CHN)            | 3  | 2 | 1 | 4  | 2  | 2   |
| Vladimir Ivanov / Ivan Sozonov (RUS)      | 3  | 1 | 2 | 3  | 4  | 1   |
| Dorian Lance James / Willem Viljoen (RSA) | 3  | 0 | 3 | 0  | 6  | 0   |

| Équipe 1                             | Score               | Équipe 2                                  |
| 28 juillet, 19 h 07                  | 28 juillet, 19 h 07 | 28 juillet, 19 h 07                       |
| ------------------------------------ | ------------------- | ----------------------------------------- |
| Mathias Boe / Carsten Mogensen (DEN) | 21-6 21-12          | Dorian Lance James / Willem Viljoen (RSA) |
| 29 juillet, 9 h 42                   |                     |                                           |
| Chai Biao / Guo Zhendong (CHN)       | 21-8 21-13          | Dorian Lance James / Willem Viljoen (RSA) |
| 29 juillet, 18 h 30                  |                     |                                           |
| Mathias Boe / Carsten Mogensen (DEN) | 16-21 -19 21-14     | Vladimir Ivanov / Ivan Sozonov (RUS)      |
| 30 juillet, 19 h 07                  |                     |                                           |
| Chai Biao / Guo Zhendong (CHN)       | 23–21 21–15         | Vladimir Ivanov / Ivan Sozonov (RUS)      |
| 31 juillet, 9 h 44                   |                     |                                           |
| Mathias Boe / Carsten Mogensen (DEN) | 21–14 21–19         | Chai Biao / Guo Zhendong (CHN)            |
| 31 juillet, 20 h 52                  |                     |                                           |
| Vladimir Ivanov / Ivan Sozonov (RUS) | 21–13 21–15         | Dorian Lance James / Willem Viljoen (RSA) |

### Groupe D
| Équipe                               | MJ | G | P | SG | SP | Pts |
| ------------------------------------ | -- | - | - | -- | -- | --- |
| Jung Jae-sung / Lee Yong-dae (KOR)   | 3  | 3 | 0 | 6  | 0  | 3   |
| Koo Kien Keat / Tan Boon Heong (MAS) | 3  | 2 | 1 | 4  | 2  | 2   |
| Naoki Kawamae / Shōji Satō (JPN)     | 3  | 1 | 2 | 2  | 4  | 1   |
| Howard Bach / Tony Gunawan (USA)     | 3  | 0 | 3 | 0  | 6  | 0   |

| Équipe 1                           | Score               | Équipe 2                             |
| 28 juillet, 13 h 07                | 28 juillet, 13 h 07 | 28 juillet, 13 h 07                  |
| ---------------------------------- | ------------------- | ------------------------------------ |
| Naoki Kawamae / Shōji Satō (JPN)   | 12-21 14-21         | Koo Kien Keat / Tan Boon Heong (MAS) |
| 28 juillet, 18 h 30                |                     |                                      |
| Jung Jae-sung / Lee Yong-dae (KOR) | 21-14 21-19         | Howard Bach / Tony Gunawan (USA)     |
| 29 juillet, 14 h 15                |                     |                                      |
| Howard Bach / Tony Gunawan (USA)   | 12-21 14-21         | Koo Kien Keat / Tan Boon Heong (MAS) |
| 29 juillet, 19 h 40                |                     |                                      |
| Jung Jae-sung / Lee Yong-dae (KOR) | 21-16 21-15         | Naoki Kawamae / Shōji Satō (JPN)     |
| 30 juillet, 14 h 19                |                     |                                      |
| Naoki Kawamae / Shōji Satō (JPN)   | 21–15 21–15         | Howard Bach / Tony Gunawan (USA)     |
| 31 juillet, 18 h 30                |                     |                                      |
| Jung Jae-sung / Lee Yong-dae (KOR) | 21–16 21–11         | Koo Kien Keat / Tan Boon Heong (MAS) |

## Phase à élimination directe
|  | Quarts de finale | Quarts de finale                         | Quarts de finale                         | Quarts de finale                         | Quarts de finale |                                            |                                          | Demi-finales | Demi-finales       | Demi-finales       | Demi-finales       | Demi-finales       |                    |    | Finale | Finale                                   | Finale | Finale | Finale | Finale | Finale |
|  |                  |                                          |                                          |                                          |                  |                                            |                                          |              |                    |                    |                    |                    |                    |    |        |                                          |        |        |        |        |        |
|  | A1               | Cai Yun (CHN) Fu Haifeng (CHN)           | 21                                       | 21                                       |                  |                                            |                                          |              |                    |                    |                    |                    |                    |    |        |                                          |        |        |        |        |        |
|  | C2               | Chai Biao (CHN) Guo Zhendong (CHN)       | 15                                       | 19                                       |                  |                                            |                                          |              |                    |                    |                    |                    |                    |    |        |                                          |        |        |        |        |        |
|  | C2               | Chai Biao (CHN) Guo Zhendong (CHN)       | 15                                       | 19                                       |                  | A1                                         | Cai Yun (CHN) Fu Haifeng (CHN)           | 21           | 21                 |                    |                    |                    |                    |    |        |                                          |        |        |        |        |        |
|  |                  |                                          |                                          |                                          |                  | A1                                         | Cai Yun (CHN) Fu Haifeng (CHN)           | 21           | 21                 |                    |                    |                    |                    |    |        |                                          |        |        |        |        |        |
|  |                  | D2                                       | Koo Kien Keat (MAS) Tan Boon Heong (MAS) | 9                                        | 19               |                                            |                                          |              |                    |                    |                    |                    |                    |    |        |                                          |        |        |        |        |        |
|  | B1               | D2                                       | Koo Kien Keat (MAS) Tan Boon Heong (MAS) | 9                                        | 19               | Bodin Issara (THA) Maneepong Jongjit (THA) | 16                                       | 18           |                    |                    |                    |                    |                    |    |        |                                          |        |        |        |        |        |
|  | B1               |                                          |                                          |                                          |                  | Bodin Issara (THA) Maneepong Jongjit (THA) | 16                                       | 18           |                    |                    |                    |                    |                    |    |        |                                          |        |        |        |        |        |
|  | D2               | Koo Kien Keat (MAS) Tan Boon Heong (MAS) | 21                                       | 21                                       |                  |                                            |                                          |              |                    |                    |                    |                    |                    |    |        |                                          |        |        |        |        |        |
|  |                  |                                          |                                          |                                          |                  |                                            |                                          |              |                    |                    |                    |                    |                    |    | A1     | Cai Yun (CHN) Fu Haifeng (CHN)           | 21     | 21     |        |        |        |
|  |                  |                                          | C1                                       | Mathias Boe (DEN) Carsten Mogensen (DEN) | 16               | 15                                         |                                          |              |                    |                    |                    |                    |                    |    |        |                                          |        |        |        |        |        |
|  | A2               | Fang Chieh-min (TPE) Lee Sheng-mu (TPE)  | 16                                       | 18                                       |                  |                                            |                                          |              |                    |                    |                    |                    |                    |    |        |                                          |        |        |        |        |        |
|  | C1               | Mathias Boe (DEN) Carsten Mogensen (DEN) | 21                                       | 21                                       |                  |                                            |                                          |              |                    |                    |                    |                    |                    |    |        |                                          |        |        |        |        |        |
|  | C1               | Mathias Boe (DEN) Carsten Mogensen (DEN) | 21                                       | 21                                       |                  | C1                                         | Mathias Boe (DEN) Carsten Mogensen (DEN) | 17           | 21                 | 22                 |                    |                    |                    |    |        |                                          |        |        |        |        |        |
|  |                  |                                          |                                          |                                          |                  | C1                                         | Mathias Boe (DEN) Carsten Mogensen (DEN) | 17           | 21                 | 22                 |                    |                    |                    |    |        |                                          |        |        |        |        |        |
|  |                  | D1                                       | Jung Jae-sung (KOR) Lee Yong-dae (KOR)   | 21                                       | 18               | 20                                         |                                          |              | Médaille de bronze | Médaille de bronze | Médaille de bronze | Médaille de bronze | Médaille de bronze |    |        |                                          |        |        |        |        |        |
|  | B2               | D1                                       | Jung Jae-sung (KOR) Lee Yong-dae (KOR)   | 21                                       | 18               | 20                                         | Mohammad Ahsan (INA) Bona Septano (INA)  | 12           | Médaille de bronze | Médaille de bronze | Médaille de bronze | Médaille de bronze | Médaille de bronze | 16 |        |                                          |        |        |        |        |        |
|  | B2               |                                          |                                          |                                          |                  |                                            | Mohammad Ahsan (INA) Bona Septano (INA)  | 12           |                    |                    |                    |                    |                    | 16 |        |                                          |        |        |        |        |        |
|  | D1               | Jung Jae-sung (KOR) Lee Yong-dae (KOR)   | 21                                       | 21                                       |                  |                                            |                                          |              |                    |                    |                    |                    |                    |    | D2     | Koo Kien Keat (MAS) Tan Boon Heong (MAS) | 21     | 10     |        |        |        |
|  |                  |                                          |                                          |                                          |                  |                                            |                                          |              |                    |                    |                    |                    |                    |    | D1     | Jung Jae-sung (KOR) Lee Yong-dae (KOR)   | 23     | 21     |        |        |        |

## Sources
- Le site officiel du Comité international olympique
- Site officiel de Londres 2012